# Conflicte fronterer d'Alaska

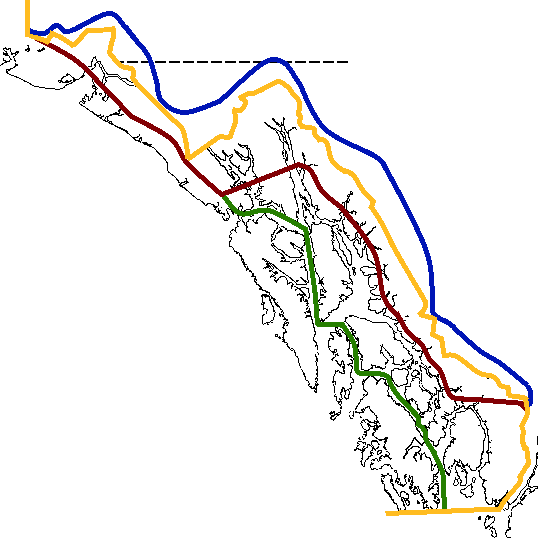
Les diverses reclamacions territorials abans de l'arbitratge de 1903. En blau la frontera segons els nord-americans, en vermell la frontera segons la posició canadenca i britànica, i en verd la pretensió de la Colúmbia Britànica. La frontera actual és en groc.

El conflicte fronterer d'Alaska va ser una disputa territorial entre els Estats Units i el Canadà (aleshores un domini britànic les relacions exteriors del qual eren controlades des de Londres) sobre el traçat de la frontera entre l'aleshores territori d'Alaska i la província de Colúmbia Britànica. La disputa va començar el 1821 entre els imperis rus i britànic, i va ser heretada pels Estats Units amb la compra d'Alaska el 1867. La disputa va ser resolta mitjançant l'arbitratge de 1903. L'arbitratge resolgué a favor de la posició nord-americana, i el Canadà no va rebre la sortida al mar que necessitava des dels camps aurífers de Yukon. La decepció i el disgust del Canadà per aquesta resolució no es va dirigir tant cap als Estats Units com cap al Regne Unit, per la traïció dels interessos canadencs en favor d'una millora de les relacions anglo-nord-americanes.

## 1825-1898
En 1825 els russos i els britànics van signar un tractat per definir les fronteres de les seves respectives possessions colonials, el tractat de Sant Petersburg de 1825. Part del contingut del tractat deia:
"...aquesta línia ascendirà cap al nord del canal anomenat Canal de Portland fins al punt del continent on es troba amb el paral·lel 56º latitud nord; des d'aquest últim punt, la línia de demarcació haurà de seguir el cim de les muntanyes paral·leles a la costa fins al punt d'intersecció amb el meridià oest 141º de longitud".
La vaga frase "les muntanyes paral·leles a la costa" va ser descrita més a fons com:
"Tots els punts en el cim de les muntanyes... ha d'estar a no més de deu lligues de l'oceà, el límit... haurà d'estar format per una línia paral·lela a la costa, i mai hauria d'excedir la distància de deu lligues marines des d'allí".'
Aquesta part del tractat era en realitat un acord sobre els principis generals per establir una frontera en un futur, en comptes de l'establiment d'una línia de demarcació exacta.
En 1838, la Companyia Russo-Americana i la Companyia de la Badia de Hudson van signar un acord en el qual llogaven el lisière des de l'Estret deCross a 54-40 a la CBH a canvi de productes làctics i carn de les granges del Departament de Columbia a Fort Langley i Fort Vancouver. Aquest acord va ser esmentat més endavant per la Província de Columbia Britànica com a part dels seus propis interessos territorials a la regió, però el seu reclam va ser ignorat per Ottawa i Londres.
Estats Units va comprar Alaska en 1867 de Rússia, però els detalls sobre la frontera del territori eren ambigus. En 1871, Colúmbia Britànica es va incorporar a la nova Confederació Canadenca. El govern canadenc va sol·licitar una exploració i avaluació de la frontera, però el govern dels Estats Units va rebutjar la idea per ser molt costosa: La regió fronterera era molt remota i poc poblada, i no hi havia cap interès estratègic o econòmic en la mateixa en aquesta època. En 1898, els governs nacionals van arribar a un acord, però el govern de Colúmbia Britànica el va rebutjar. El president McKinley després va proposar permetre al Canadà usar el port proper de Haines en forma permanent, però Canadà va rebutjar la idea.

## Febre de l'or de Klondike
Durant la febre de l'or de Klondike al Yukon, Canadà, la població de la regió es va incrementar substancialment, i va pujar a 30.000 persones, en la seva majoria nord-americanes. Uns 100.000 aventurers es van traslladar creuant Alaska a la regió de l'or de Klondike.
La presència de l'or i una major població van augmentar de gran manera la importància de la regió i la predisposició per fixar una frontera més exacta. Canadà volia que la ruta que anava de les mines d'or als ports en el Pacífic passin solament per territori canadenc. Va haver-hi casos en els quals ciutadans canadencs van ser intimidats per part del govern dels Estats Units perquè no reclamessin cap terreny.
L'entrada del Canal de Lynn era l'entrada principal al Yukon, i la Policia Muntada del Nord-oest va enviar un destacament per assegurar la zona per al Canadà. Això es va basar en la interpretació canadenca que el lloc estava a més de deu lligues marines del mar, la qual cosa era part de la definició de fronteres de 1825. Una massiva afluència de cercadors d'or nord-americans a través de Skagway ràpidament van obligar a la policia canadenca a replegar-se. Aquest encara era territori disputat, ja que molts nord-americans creien que l'entrada al llac Bennett, a uns 12 quilòmetres més al nord, havia de ser la ubicació de la frontera. Per recolzar a la policia en el seu reclam de sobirania, el govern canadenc també va enviar a la zona a la Força Camp de Yukon, una unitat de l'exèrcit composta de 200 homes. Els soldats van establir el seu campament a Fort Selkirk perquè poguessin ser despatxats ràpidament en cas de presentar-se algun problema en qualsevol dels passos costaners o el meridià 141.

## Arbitratge
Els llocs establerts en els passos per la policia muntada van ser efectius en el curt termini - la frontera provisional va ser acceptada, encara que no benvinguda. El setembre del 1898, els Estats Units i el Canadà van començar negociacions serioses per solucionar el conflicte, però aquests primers intents van fracassar.
Finalment, en 1903, el Tractat Hay-Herbert entre Estats Units i el Regne Unit va encomanar la decisió a un comitè d'arbitratge compost per sis membres: tres nord-americans, dos canadencs i un britànic. Els representants dels Estats Units eren Elihu Root, Henry Cabot Lodge i George Turner; Sir Louis Jetté i Sir Allen Bristol van representar al Canadà, i Lord Alverstone va ser el representant britànic. Mentre que els representants britànics i canadencs eren il·lustres advocats, els nord-americans van enviar a polítics. Totes les parts respectaven a Root, però era membre del gabinet nord-americà. Però més seriosament, els canadencs i britànics van protestar l'elecció de Turner, i especialment de Lodge, el nomenament dels quals van veure com patrioterisme poc objectiu.
El tribunal va considerar sis punts principals:
- On començava la frontera
- La definició del "Canal de Portland", i com es delimitaria la frontera a través del mateix. Quatre illes estaven en disputa.
- La definició de la línia des de "el punt més meridional de l'Illa del Príncep de Gal·les al Canal de Portland", la qual depenia de la resposta a la pregunta anterior.
- La línia des del Canal de Portland al paral·lel 56º
- L'ample de la lisière (frontera o límit), i com s'havia de mesurar.
- L'existència de cadenes muntanyenques a l'àrea.

El representant britànic, Lord Alverstone, es va posar del costat dels Estats Units en aquests temes bàsics, tot i que la demarcació final que es va acordar era una mica menor a la màxima reclamada pels EUA (era un acord que queia entre la màxima nord-americana i la màxima britànica/canadenca). El Panhandle de Colúmbia Britànica (la regió de Tatshenshini-Alsek) no va acabar com un exclavament de la Província.
Cinc anys després, el canadenc Hugh Ll. Keenlyside i el nord-americà Gerald S. Brown van concloure que "els nord-americans, per descomptat, tenien l'argument més sòlid" i van determinar que gran part de les decisions del tribunal van ser justes. No obstant això, amb relació a l'important tema de les illes al canal de Portland, van escriure el següent:
Aquesta va ser una de diverses concessions que el Regne Unit va oferir als Estats Units (les altres van ser drets pesquers al Canal de Panamà). Va ser part d'una política general per acabar el refredament de les relacions anglo-nord-americanes, aconseguir la reconciliació, guanyar la confiança dels Estats Units i resoldre problemes importants (La Gran Reconciliació).

## Conseqüències
Keenlyside i Brown van escriure 50 anys després que:
Si Estats Units hagués estat disposat a ingressar el seu cas a l'Haia, o a una entitat jurídica imparcial, com Canadà així ho desitjava, el resultat hagués estat, sense cap dubte, pràcticament el mateix, amb l'excepció que els canadencs no haguessin sentit que van ser tractats injustament (...) Si s'haguessin designat magistrats de la Cort Suprema dels Estats Units en lloc de dos senadors, les crítiques del resultat de les negociacions no haguessin estat notòries.
Els jutges canadencs es van negar a signar la resolució, emesa el 20 d'octubre de 1904, a causa del desacord dels delegats canadencs amb el vot de lord Alverstone. Els canadencs van protestar el resultat, no tant la decisió en si, sinó el fet que els nord-americans havien triat a polítics en comptes de juristes per al tribunal, i que els britànics havien traït als interessos canadencs en posar els seus per sobre. Això va provocar un intens sentiment anti-britànic en tot Canadà (incloent Quebec), igual que una alça en el nacionalisme canadenc com una identitat separada de l'Imperi britànic. Encara que la desconfiança cap als EUA provocada pel tractat pot ser que hagués contribuït al rebuig d'un tractat de lliure comerç amb els Estats Units en la "elecció de reprocitat" de 1911, l'historiador F.W. Gibson va concloure que els canadencs van descarregar la seva ràbia en menor mesura en contra dels Estats Units i més contra Gran Bretanya per "haver ofert una fràgil resistència a l'agressivitat nord-americana". Les circumstàncies que van envoltar la resolució de la disputa van crear un fort descontent amb la posició canadenca dins de l'Imperi Britànic". Furiós, com la majoria dels canadencs, el primer ministre Wilfrid Laurier li va explicar al parlament, "Mentre el Canadà continuï sent una dependència de la Corona Britànica, els poders que posseïm actualment no són suficients per al manteniment dels nostres drets". El descontentament canadenc va disminuir amb el temps, però la idea que el Canadà havia de tenir control sobre la seva política exterior pot ser que hagués contribuït a l'Estatut de Westminster.